# Amer Sports
A Amer Sports Oyj (inicialmente Amer-Yhtymä Oyj) é uma empresa que fabrica materiais esportivos fundada em 1950 em  Helsinki, na Finlândia. Em 2010 empregava 6.597 pessoas, possuindo um portfólio de uma série de empresas desportivas, como Wilson, Atomic, Suunto, Precor USA, Arc'teryx, Mavic e Salomon.
Amer Sports é uma empresa de artigos esportivos com marcas reconhecidas internacionalmente, incluindo Salomon, Wilson, Atomic, Arc'teryx, Mavic, Suunto e Precor.
O equipamento esportivo tecnicamente avançado da empresa, calçados, vestuário e acessórios melhoram o desempenho e aumentam o prazer de atividades esportivas e ao ar livre. As ações da Amer Sports estão listadas na bolsa de valores da Nasdaq Helsinki.
O negócio da Amer Sports é equilibrado através de seu amplo portfólio de esportes e produtos e uma presença em todos os principais mercados. A oferta de equipamentos esportivos, vestuário, calçados e acessórios abrange uma ampla gama de esportes, incluindo tênis, badminton, golfe, futebol americano, futebol, baseball, basquete, esqui alpino, snowboard, esqui cross-country, treinamento físico, ciclismo, Corrida, caminhadas e mergulho.
A Amer Sports vende seus produtos para negociar clientes (incluindo cadeias de artigos esportivos, revendas especializadas, comerciantes de massa, clubes de fitness e distribuidores) e diretamente aos consumidores através de lojas de marcas, lojas de fábrica e comércio eletrônico. Em dezembro de 2016, a rede de vendas da Amer Sports abrangeu 34 países.
A estratégia Amer Sports enfatiza a excelência na criação de produtos centrados no consumidor. Através da contínua pesquisa e desenvolvimento, a Amer Sports procura desenvolver novos e melhores produtos esportivos que atraem consumidores e seus clientes comerciais. Os produtos são projetados para melhorar os atletas de desempenho, ajudá-los a alcançar seus objetivos e proporcionar-lhes mais prazer de sua atividade de escolha.
Em 2016, as vendas líquidas da Amer Sports totalizaram EUR 2.622,1 milhões. No final do ano, a capitalização de mercado da empresa era de 2.971,6 milhões de euros e o Grupo empregava 8.526 pessoas.